# Gunnar Olsson (Fußballspieler)
Olof Gunnar Olsson (* 19. Juli 1908; † 27. September 1974) war ein schwedischer Fußballspieler.

## Laufbahn
Olsson spielte zwischen 1926 und 1937 in der Allsvenskan für GAIS. In 122 Spielen gelangen dem Stürmer 44 Tore.
Olsson war schwedischer Nationalspieler. Bei der Weltmeisterschaft 1934 gehörte er dem Kader der Landesauswahl an, kam aber nicht zum Einsatz.